# Chersotis heydemanni
Chersotis heydemanni är en fjärilsart som beskrevs av Charles Boursin 1965. Chersotis heydemanni ingår i släktet Chersotis och familjen nattflyn. Inga underarter finns listade i Catalogue of Life.